# Jesus Legarrea
Jesús Legarrea (Palma de Mallorca) is een golfprofessional uit Spanje.

## Amateur
Jesús kreeg al vroeg golfles van zijn vader, Jesús María Legarrea, die pro was op de Club Castillo de Gorraiz. In 2007 won Jesús het  Spaans Amateurkampioenschap. Hij studeerde in de Verenigde Staten en werd na terugkeer professional.

### Teams
- European Nations Cup: 2007

## Professional
Hij speelde in 2009 op de Alps Tour, haalde zes top-10 plaatsen en eindigde op de 29ste plaats van de Order of Merit. Sindsdien speelt hij op de Europese Challenge Tour, waar hij tot juli 2011 twee top-10 plaatsen haalde. Hij kwalificeerde zich voor hefinale kwalificatietoernooi voor het Brits Open maar moest zich na een eerste ronde van 71 (-1) terugtrekken.